# AAIネット
AAIネット（アイネット または エーエーアイネット）は、青森みちのく銀行・秋田銀行・岩手銀行相互間のATM・CD利用手数料無料提携サービスのことである。

## 概要
開始当時の北東北3県の各首位にある銀行同士が引き出し手数料の相互優遇を行うことになり、AAIネットはそのブランドネームとして設定された。
2012年の秋田銀行、2014年の青森銀行（当時。現在は青森みちのく銀行）に続いて、2016年に岩手銀行が個別に北海道銀行との相互無料提携を開始（旧みちのく銀行は、2010年に北海道銀行と個別に相互提携済み）した為、2025年1月現在は事実上、北海道銀行を含めた4行による時間内相互無料提携となっている。

### 対象金融機関
- 青森みちのく銀行
- 秋田銀行
- 岩手銀行

### 対象ATM
- 上記対象金融機関が単独で設置しているATM
- 共同ATMの内、上記対象金融機関の何れかが幹事となるATM

### 呼称について
「AAIネット」は「アイネット」が正式な読み方となっている。しかしこの読み方については周知は徹底されておらず（フリガナ等が無い場合が多い。）、単純にアルファベットを一文字ずつ呼んで「エーエーアイネット」と呼ばれることが多い。
この内、青森みちのく銀行のATMコーナーに提示されているATM利用手数料提示ポスターにはAAIネット扱い手数料の上部に正式な読み方である「ふりがな」を振っている。

## 沿革
- 2000年（平成12年）4月3日 - 提携開始。
- 2025年（令和7年）
  - 1月1日 - 青森銀行がみちのく銀行を吸収合併し、青森みちのく銀行に改称。
  - 1月5日 - 青森みちのく銀行のATMの対象を、旧・みちのく銀行の拠点（このうち、店舗外は、旧青森銀行のATM統括支店の管轄に変更）に拡大。

### サービス終了済み
- グリーンネット（岩手銀行と仙台銀行のATM提携サービス）
- IHネット（岩手銀行と旧・八戸信用金庫のATM提携サービス）